# Halász Gábor (kritikus)
Halász Gábor (Budapest, 1901. július 4. – Balf, 1945. márciusa) magyar kritikus, irodalomtörténész, író.

## Életpályája
Apja Budapest III. kerületi elöljáróságán dolgozott, anyja vidéki zsidó családból származott. A szülők csak gyermekük hétéves korában kötöttek házasságot.
A gimnázium elvégzése után a Pázmány Péter Tudományegyetem magyar–történelem–filozófia szakos hallgatójaként szerzett diplomát 1925-ben. 1925–1926-ban állami ösztöndíjjal Párizsban és Olaszországban tartózkodott. 1927-ben díjtalan gyakornok, majd könyvtáros, a Kézirattár munkatársa lett a Magyar Nemzeti Múzeum Országos Széchényi Könyvtárában. 1932-ben és 1935-ben Baumgarten-díj elismerésben részesült. 1932-től a Nyugat vezető kritikusa, 1933-ban a Magyar Irodalomtudományi Társaság egyik alapító tagja, 1941-től a Magyar Csillag állandó munkatársa volt.
Mivel az ún. „harmadik zsidótörvény" hatálya alá tartozott, 1943 júliusában behívták munkaszolgálatra, de ekkor még felmentést kapott. Egy évvel később újra behívták kisegítő munkaszolgálatra, ahonnan már nem tért vissza: Sárközi Györggyel és Szerb Antallal együtt a balfi kényszermunkatáborba került. Éhezés és nélkülözés közepette, pontosan nem tisztázott körülmények között halt meg.

## Munkássága

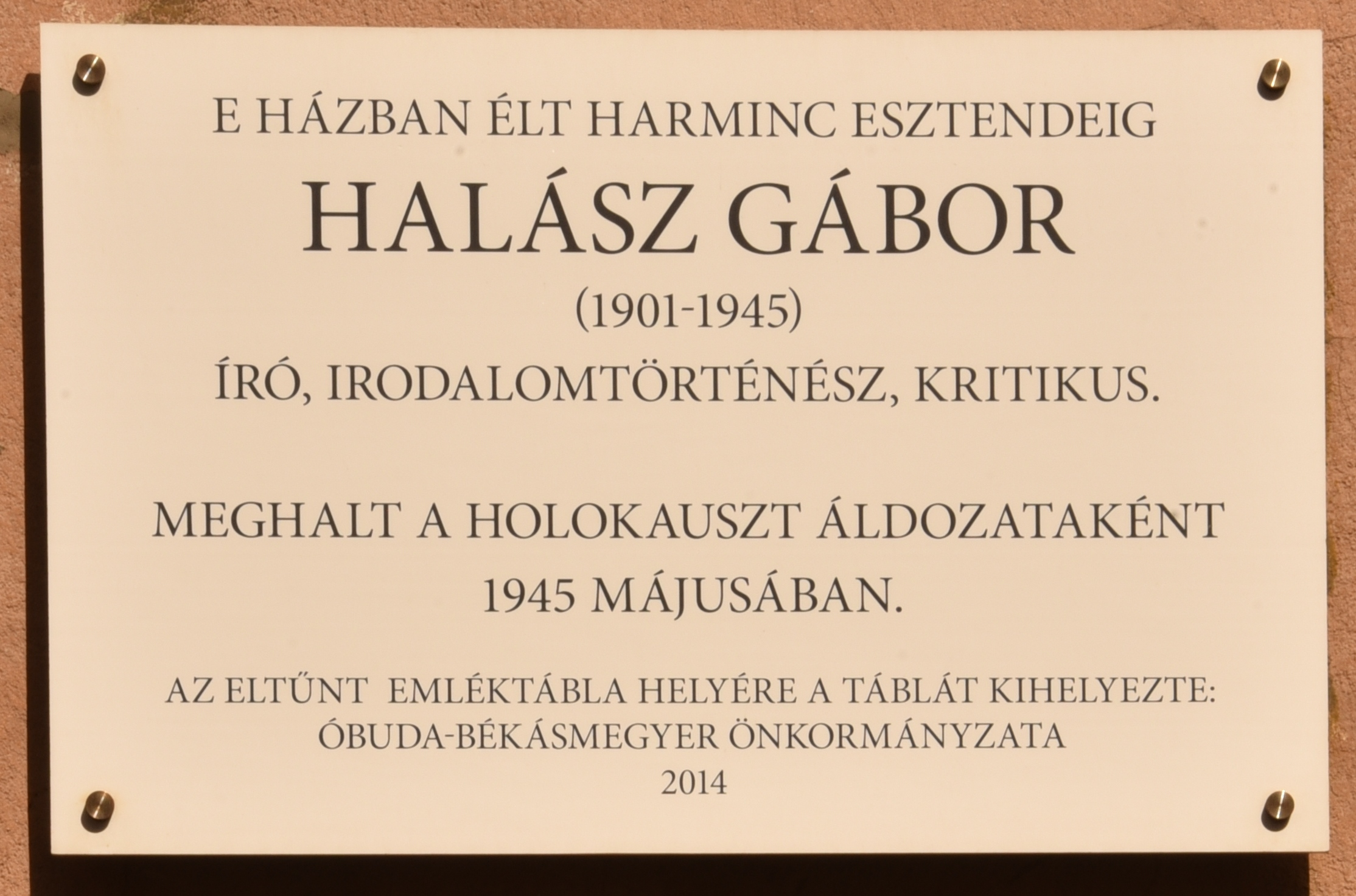
Budapest

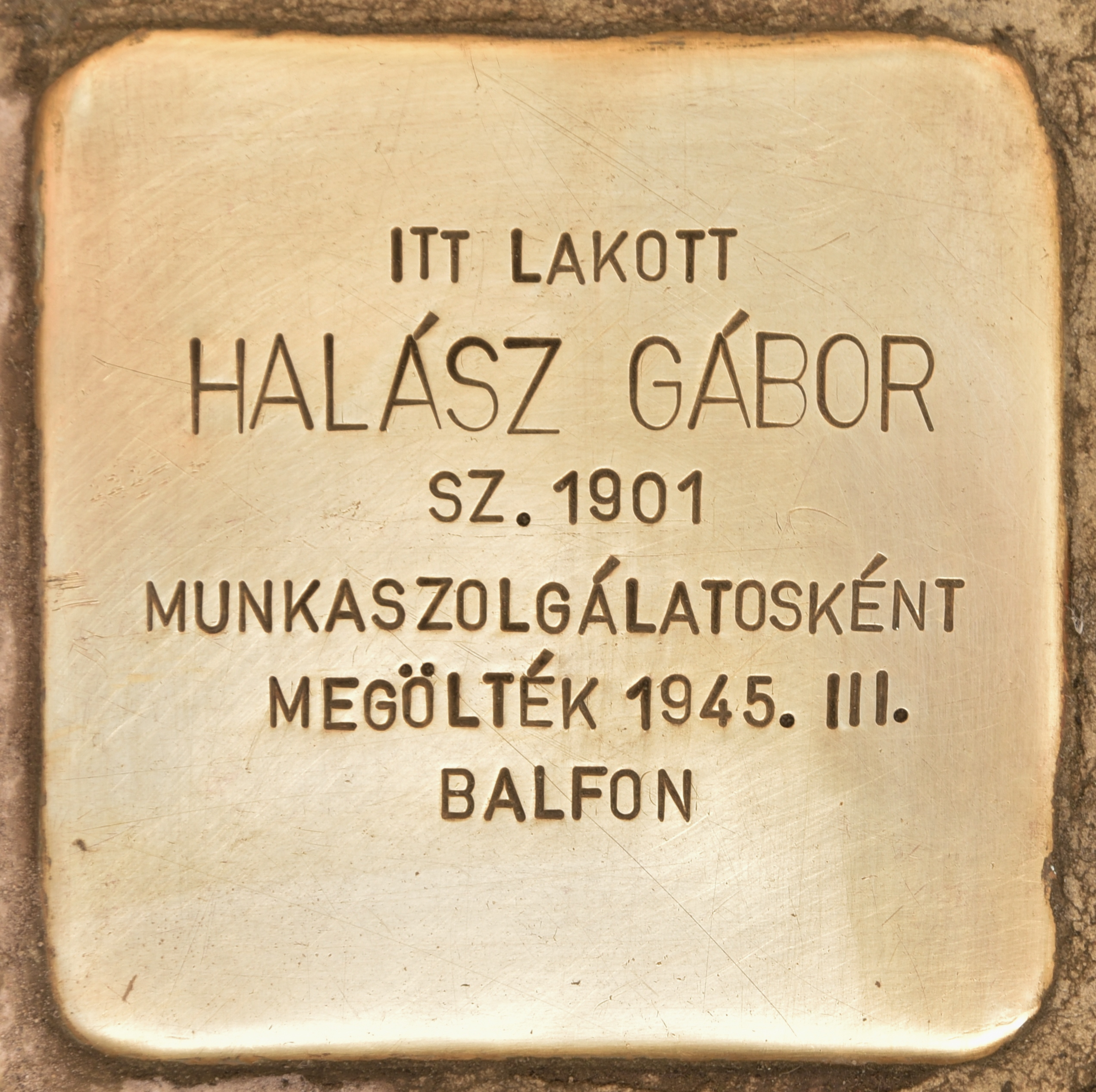
Botlatókő Budapesten

Tanulmányai, cikkei és kritikái a Nyugatban és más folyóiratokban (Napkelet) jelentek meg. A két világháború közötti korszak (1918–1938) egyik jelentős esszéistája; munkáit nagy tudás, műgond és humanista szemlélet jellemzi, és mindenekelőtt az értelem tisztelete. Az ész, az értelem törvényeinek nevében fordult szembe mind határozottabban a kor irracionális szellemi és politikai áramlataival. Így jutott el esztétikájában a realizmus vállalásáig, politikai magatartásában pedig kezdeti arisztokratikus konzervativizmusait mind inkább feladva a 19. századi demokratikus liberalizmus lett az eszménye. Az 1940-es évek első felében határozott állásfoglalást jelentett ez mindenfajta fasiszta diktatúrával szemben. Jelentős tanulmányokkal kísérve kiadta Justh Zsigmond naplóját, sajtó alá rendezte Madách Imre összes műveit, és szerkesztette Az angol irodalom kincsesháza című antológiát.

## Művei
- Berzsenyi lelkivilága (1926)
- Áruló írástudók (1928)
- A líra halála (1929)
- Az újabb regényről (1929)
- Álbarbárok (1932)
- Új irányok a világirodalomban (1932)
- Irodalomtörténet és kritika (1933)
- A kritikáról (1933)
- Te meg a világ (1933)
- Egy ízlésforma önarcképe (1935)
- Személyes kérdésben (1935)
- Új verseskönyvekről (1935)
- Magyar századvég (1937)
- Kéziratmeghatározás. Halász Gábor előadásának vázlata; Diószegi Soksz., Bp., 1937 (Könyvtári előadások)
- Az új Illyés (1938)
- A realizmus titka (1940)
- Üvöltő szelek (1941)
- Két évforduló (1941)
- Magyar viktoriánusok (1942)
- Az angol irodalom kincsesháza; szerk. Halász Gábor; Athenaeum, Bp., 1942 (Az európai irodalom kincsesháza)
- Portré és tabló (1942)
- Hemingway (1942)
- Az angol irodalom kincsesháza (1942)
- Az ébredő város (1943)
- Magyar századvég; Officina, Budapest, 1945 (Officina képeskönyvek)
- Az értelem keresése. Irodalmi tanulmányok; Franklin, Bp., 1948 (Kultúra és Tudomány)
- Halász Gábor válogatott írásai; szerk., utószó, jegyz. Véber Károly; Magvető, Budapest, 1959
- Halász Gábor válogatott írásai; 2., bővített kiadás; Magvető, Budapest, 1977
- Babits Mihály: Az európai irodalom olvasókönyve. Töredék és vázlat; sajtó alá rend., előszó Gál István, függelékben Halász Gábor levelei; Magvető, Budapest, 1978
- Tiltakozó nemzedék. Összegyűjtött írások; szerk., sajtó alá rend. Véber Károly; Magvető, Budapest, 1981

## Származása
| Halász Gábor (Budapest, 1901. július 4. – Balf, 1944. március) író, irodalomtörténész | Apja: Halász Gábor (Kunszentmiklós, 1856. szept. 18. – Budapest, 1930. ápr. 26.) hivatalnok | Apai nagyapja: Halász Gábor kocsmáros, mészáros | Apai nagyapai dédapja: n. a.    |
| Halász Gábor (Budapest, 1901. július 4. – Balf, 1944. március) író, irodalomtörténész | Apja: Halász Gábor (Kunszentmiklós, 1856. szept. 18. – Budapest, 1930. ápr. 26.) hivatalnok | Apai nagyapja: Halász Gábor kocsmáros, mészáros | Apai nagyapai dédanyja: n. a.   |
| Halász Gábor (Budapest, 1901. július 4. – Balf, 1944. március) író, irodalomtörténész | Apja: Halász Gábor (Kunszentmiklós, 1856. szept. 18. – Budapest, 1930. ápr. 26.) hivatalnok | Apai nagyanyja: Hollenda Terézia                | Apai nagyanyai dédapja: n. a.   |
| Halász Gábor (Budapest, 1901. július 4. – Balf, 1944. március) író, irodalomtörténész | Apja: Halász Gábor (Kunszentmiklós, 1856. szept. 18. – Budapest, 1930. ápr. 26.) hivatalnok | Apai nagyanyja: Hollenda Terézia                | Apai nagyanyai dédanyja: n. a.  |
| Halász Gábor (Budapest, 1901. július 4. – Balf, 1944. március) író, irodalomtörténész | Anyja: Rosenfeld Száli (1860. szept. 8. – Budapest, 1934. okt. 21.)                         | Anyai nagyapja: Rosenfeld Rubi                  | Anyai nagyapai dédapja: n. a.   |
| Halász Gábor (Budapest, 1901. július 4. – Balf, 1944. március) író, irodalomtörténész | Anyja: Rosenfeld Száli (1860. szept. 8. – Budapest, 1934. okt. 21.)                         | Anyai nagyapja: Rosenfeld Rubi                  | Anyai nagyapai dédanyja: n. a.  |
| Halász Gábor (Budapest, 1901. július 4. – Balf, 1944. március) író, irodalomtörténész | Anyja: Rosenfeld Száli (1860. szept. 8. – Budapest, 1934. okt. 21.)                         | Anyai nagyanyja: Rosenfeld Regina               | Anyai nagyanyai dédapja: n. a.  |
| Halász Gábor (Budapest, 1901. július 4. – Balf, 1944. március) író, irodalomtörténész | Anyja: Rosenfeld Száli (1860. szept. 8. – Budapest, 1934. okt. 21.)                         | Anyai nagyanyja: Rosenfeld Regina               | Anyai nagyanyai dédanyja: n. a. |